# Suore missionarie di San Colombano
Le Suore Missionarie di San Colombano (in inglese Missionary Sisters of St. Columban) sono un istituto religioso femminile di diritto pontificio: le suore di questa congregazione pospongono al loro nome la sigla S.S.C.

## Storia
La congregazione fu fondata il 1º febbraio 1922 ad Ennis da John Blowick, missionario della Società di San Colombano.
Le prime religiose si formarono presso le Suore di Carità a Milltown e la prima missione fu fondata nel 1926 in Cina; altre case furono poi aperte negli Stati Uniti d'America (1930), nelle Filippine (1939), in Birmania (1947), a Hong Kong (1948), in Corea (1955) e in Perù (1963).
L'istituto ottenne il pontificio decreto di lode il 23 aprile 1947.

## Attività e diffusione
Le suore si dedicano all'istruzione della gioventù e all'insegnamento del catechismo, ad attività mediche, a opere sociali e a ogni tipo di attività richiesta nelle missioni.
Sono presenti in Birmania, Cile, Cina, Corea del Sud, Filippine, Hong Kong, Irlanda, Pakistan, Perù, Regno Unito, Stati Uniti d'America; la sede generalizia è a Wickow.
Alla fine del 2008 la congregazione contava 193 religiose in 42 case.